# Estación de Segovia-Guiomar

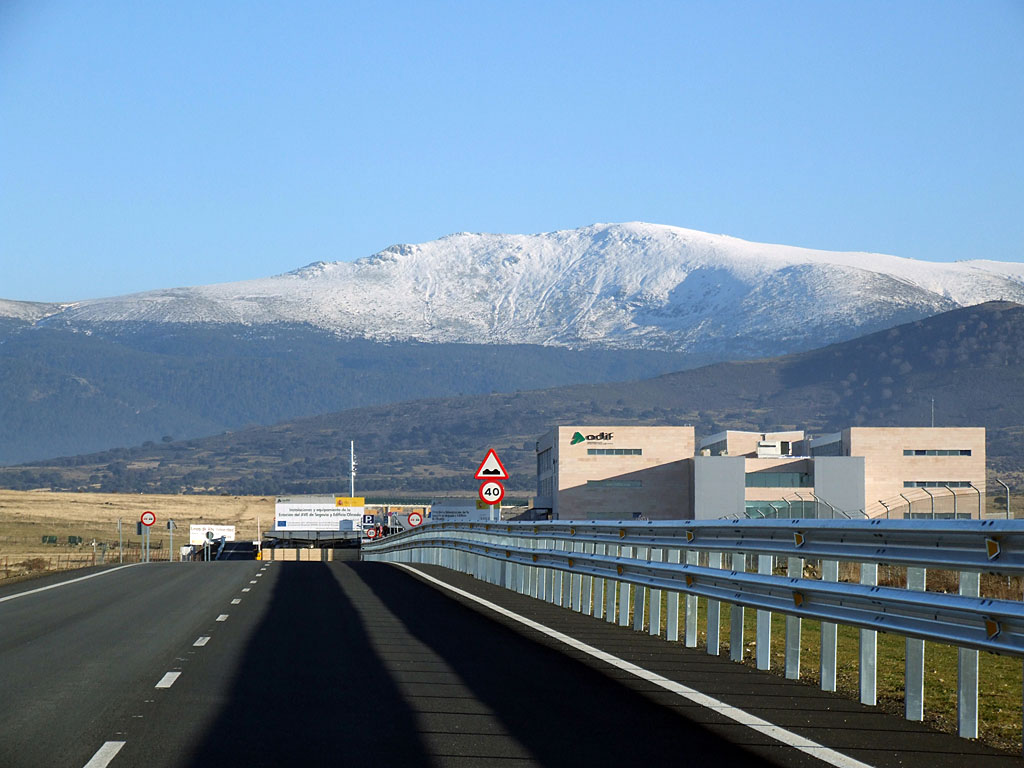
Acceso a la estación de Segovia-Guiomar

Segovia-Guiomar es una estación ferroviaria de la ciudad española de Segovia, situada a 7 kilómetros del centro de la ciudad, en las inmediaciones del polígono industrial de Hontoria. Está situada en el kilómetro 76 de la línea de alta velocidad Madrid-Segovia-Valladolid.
La estación responde a un diseño tipo puente, es decir, se encuentra sobre las vías. La construcción fue inaugurada el 22 de diciembre de 2007 coincidiendo con la inauguración de la LAV Madrid–Segovia–Valladolid que representa el nuevo enlace para las comunicaciones ferroviarias entre Madrid y el norte y noroeste de España así como con Francia vía País Vasco.

## Denominación
El nombre de Segovia-Guiomar fue elegido por Adif (Administrador De Infraestructuras Ferroviarias) y sigue las pautas marcadas por las que el nombre de la estación debía ser femenino, relacionado con la ciudad de Segovia y que no tuviera carácter religioso. El nombre elegido es el que Antonio Machado dio en sus poesías a Pilar de Valderrama, el amor platónico de sus últimos años, a quien conoció en Segovia. Machado fue catedrático de francés del instituto de Segovia de 1919 a 1932, siendo usuario habitual del ferrocarril para desplazarse a Madrid.

## Localización
La estación del AVE de Segovia-Guiomar se encuentra a unos 300 metros de la autopista AP-61 (Segovia-San Rafael). En un principio el acceso a dicha estación fue precario, ya que utilizaba parte de caminos agrícolas y de las obras de construcción de los túneles de Guadarrama que dan servicio a esta línea (estos túneles constan de dos galerías de 28 kilómetros cada una, y su salida norte se sitúa a escasos metros de Segovia-Guiomar). Actualmente el acceso se produce desde la glorieta donde comienza la AP-61.

## Servicios ferroviarios

### Larga Distancia y Alta Velocidad
Segovia con amplias conexiones de larga distancia tanto hacia el norte de España, como hacia Madrid y el Levante. 
| Línea MD | Trenes | Origen/Destino                   |  | Destino/Origen          | Observaciones                 |
| -------- | ------ | -------------------------------- |  | ----------------------- | ----------------------------- |
|          | Avant  | Madrid-Chamartín-Clara Campoamor |  | Valladolid-Campo Grande | 15 trenes diarios por sentido |

## Conexiones
Desde la estación de Segovia-Guiomar se puede acceder al centro de la ciudad o a los pueblos del alfoz mediante: 
- Autobús urbano, línea 11 - con destino Acueducto y línea 12 con destino Estación de autobuses de Segovia;
- Transporte Metropolitano de Segovia, línea M9 destino Estación de autobuses de Segovia/Otero de Herreros y línea AVE (vinculada a la M7 y M8) con destino Valsaín;
- Servicio de taxis (24h).